# Adolf Steiner (Architekt, 1875)
Adolf Steiner (* 29. Juni 1875; † 4. Dezember 1944 in Heilbronn) war ein deutscher Wasserbautechniker und Architekt.
Zusammen mit Emil Beutinger arbeitete er zu Beginn des 20. Jahrhunderts im Atelier Beutinger & Steiner, in dem auch kunstgewerbliche Gegenstände, Tapeten etc. entworfen wurden. Als Sitz des Ateliers werden zeitweise Darmstadt und Heilbronn angegeben. In einem Briefkopf aus dem Jahr 1910 sind zwar noch die Orte Heilbronn und Darmstadt angegeben, aber nur zwei Telefonnummern in Heilbronn und keine in Darmstadt. Beutinger & Steiner bezeichnen in diesem Briefkopf ihr Unternehmen als „Specialbureau für Fabrikbauten“. In den späteren Jahren werden als Sitze des Architekturbüros Heilbronn und Stuttgart angegeben.

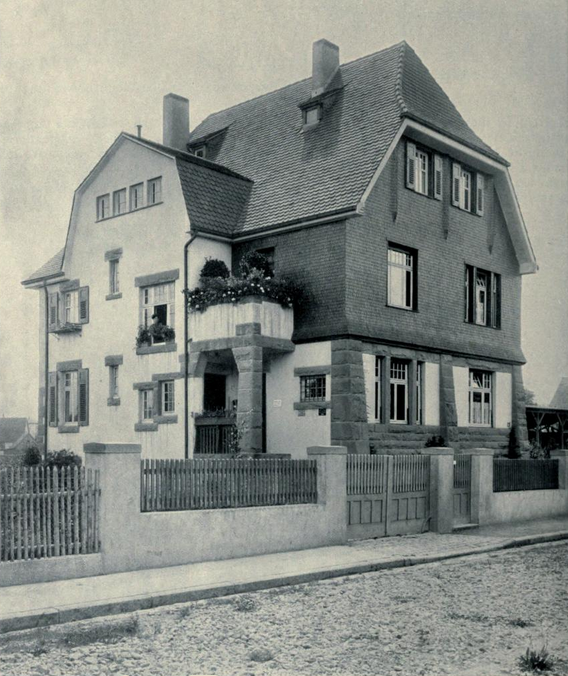
Das Haus des Handelsgärtners Grimm in Bietigheim um 1910

Ein knappes Jahrzehnt lang waren Beutinger & Steiner sehr aktiv; ihre Bauten wurden regelmäßig in einschlägigen Publikationen vorgestellt. Etliche erhaltene Bauwerke des Architektenteams aus dieser Zeit stehen heute unter Denkmalschutz.
Nach Auflösung dieser Bürogemeinschaft war Adolf Steiner weiterhin in Heilbronn als Architekt tätig. Wann genau Beutinger und Steiner sich trennten, scheint nicht mehr zu ermitteln zu sein, doch dürften sowohl Beutingers Berufung an die Kunstgewerbeschule in Wiesbaden als auch der Erste Weltkrieg einschneidende Veränderungen hervorgebracht haben. In einem Baugesuch von 1927 (Signatur A034-3079 im Heilbronner Stadtarchiv), das sich auf Gebäude in der Lohtorstraße 33 und der Lammgasse 2 in Heilbronn bezieht, erscheint Steiner allein als Architekt, doch findet sich noch die alte Firmierung Beutinger & Steiner in diesen Akten, die nachträglich durch einen Stempel geändert wurde.
Steiner kam wie seine Ehefrau Paula und seine 1908 geborene Tochter Gerda bei den Luftangriffen auf Heilbronn am 4. Dezember 1944 um. Die Familie wohnte damals in der Karlstraße 8 in Heilbronn.